# 강현두
강현두(康賢斗, 1937년 5월 29일 ~ 2025년 8월 2일)는 대한민국의 언론인, 대학교수, 언론기관단체인, 화가이다.

## 학력
- 1956년 휘문고등학교 졸업
- 1961년 서울대학교 문리대학 사회학과 졸업
- 1965년 미국 보스턴 대학교 대학원 언론학 석사
- 1982년 미국 서던 일리노이 대학교 대학원 언론학 박사

## 경력
- 1961년 ~ 1963년 KBS-TV 프로듀서
- 1963년 ~ 1966년 미국 WGBH-TV(舊 NET, 국립 교육 텔레비전) 프로듀서
- 1967년 ~ 1968년 서울대학교 신문연구소 강사
- 1968년 ~ 1970년 한양대학교 신방과 교수
- 1970년 ~ 1976년 서강대학교 부교수
- 1976년 ~ 1986년 서강대학교 신방과 교수
- 1983년 ~ 1986년 서강대학교 언론문화연구소 소장
- 1986년 ~ 1993년 유네스코 한국위원
- 1985년 ~ 1986년 한국언론학회 회장
- 1986년 ~ 1991년 서울대학교 신방과 교수
- 1988년 ~ 1990년 방송심의위원회 부위원장
- 1990년 ~ 1991년 한국방송학회 회장
- 1991년 ~ 2001년 서울대학교 언론정보학과 교수
- 1991년 ~ 1994년 서울대학교 신문연구소 소장
- 1996년 5월 ~ 1998년 방송재심의위원회 위원
- 1990년 ~ 1994년 한국방송개발원 이사
- 1996년 8월 ~ 2000년 KBS 이사
- 1998년 8월 ~ 2000년 이달의 건강한 프로그램 심사위원
- 1998년 10월 ~ 2003년 제2건국 범국민추진위원회 위원
- 1996년 한국주관성연구학회 회장
- 2001년 3월 ~ 2002년 7월 한국디지털위성방송 대표이사 사장
- 2001년 5월 ~ 2003년 대통령자문 정책기획위원회 교육정보분과 위원
- 2001년 6월 중국 베이징 광보학원 석좌교수
- 2002년 3월 `아시아의 TV산업에 가장 영향력 있는 25인`으로 선정(격월지 `텔레비전 아시아`가 선정)
- 2002년 9월 서울대학교 명예교수
- 2004년 11월 제1회 글로벌문화산업포럼 조직위원회 위원장
- 2007년 8월 28일 ~ 2007년 9월 2일 수채화 작품전 - 지구촌 풍경기행
- 2010년 4월 14일 ~ 2010년 4월 20일 수채화 전시회 - 인간, 일상 그리고 소통

## 저서
- 현대사회와 대중문화(공)/서강대 인문과학연구소 (1974)
- 대중문화의 이론(편)/민음사 (1980)
- 엘렉트로닉스시대의 대중문화/현암사 (1984)
- 대중문화론(편)/나남 (1987)
- 한국방송론(편)/나남 (1989)
- 매스미디어와 사회 (1990)
- 뉴미디어와 초정보사회/오름 (1995)
- 북한매스미디어론/나남 (1997.6)
- 현대 대중문화의 형성(공)/서울대 (1998)
- 현대사회와 대중문화/나남 (1998.6)
- 대중문화와 고급문화/나남 (1998)
- 우리방송 100년(공)/방일영문화재단 (2002.02)

## 가족 관계
- 배우자: 김세원(金世媛 1945년 7월 1일 ~ )	 	 
  - 장녀: 강수진(康秀珍, 1969년 10월 8일 ~ ) - 동아일보 기자, 채널A 상무
  - 장남: 강원석(康元碩,	1969년 10월 8일 ~ ) - 레이텀앤왓킨스 파트너 변호사